# Fresenius Medical Care

Älteres Firmenlogo

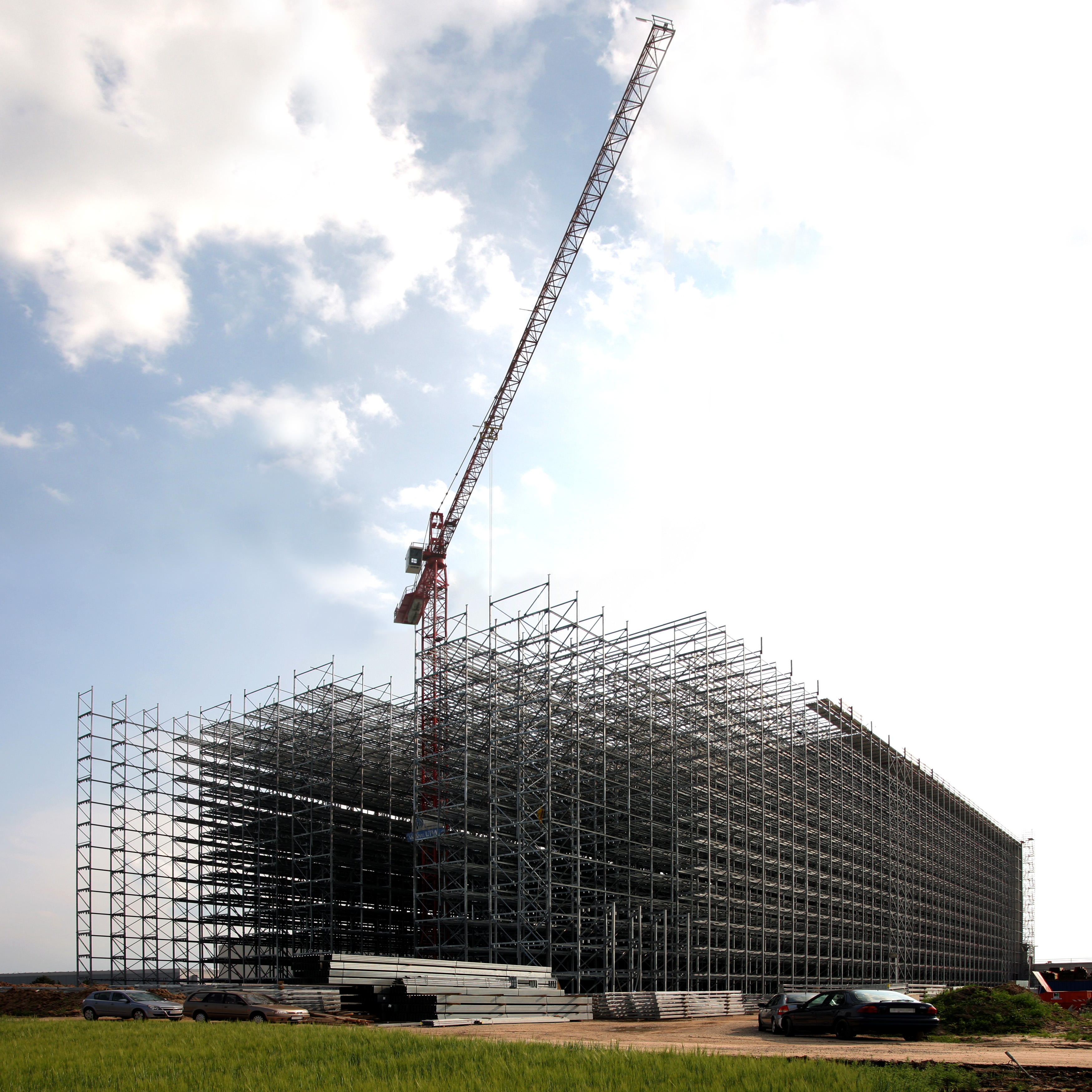
Das Hochregallager im Distributionszentrum Biebesheim am Rhein mit 55.000, später 77.000 Stellplätzen für Europaletten während der Bauphase.

Die Fresenius Medical Care AG, kurz FMC, mit rechtlichem Sitz in Hof (Saale) und operativem Sitz in Bad Homburg vor der Höhe ist ein weltweit führender deutscher Anbieter von Dialyseprodukten und Dialysedienstleistungen zur überlebensnotwendigen medizinischen Versorgung von Menschen mit chronischem und akutem Nierenversagen.

## Geschichte
Die Fresenius Medical Care AG entstand am 5. August 1996 durch die Umwandlung der 1975 gegründeten Vorratsgesellschaft Sterilpharma GmbH in eine Aktiengesellschaft. Damals übernahm die damalige Fresenius AG den weltweit größten Betreiber von Dialysekliniken, National Medical Care aus den USA, und brachte diesen mit der eigenen Dialysetechnik-Sparte in die Fresenius Medical Care AG ein.
Am 21. April 2005 übernahm Fresenius Medical Care das kanadische Unternehmen Haemotec, einen Hersteller von Konzentraten für die Hämodialyse.
Am 4. Mai 2005 kündigte Fresenius Medical Care an, den Konkurrenten Renal Care Group für 3,5 Milliarden US-Dollar zu übernehmen. Die Übernahme wurde am 31. März 2006 unter Auflagen der US-amerikanischen Kartellbehörden abgeschlossen.
Am 30. August 2005 schlugen der Vorstand und der Aufsichtsrat der Fresenius Medical Care AG den Aktionären vor, die Rechtsform von einer Aktiengesellschaft in eine Kommanditgesellschaft auf Aktien umzuwandeln. Nach der Zustimmung der Aktionäre wurde dies am 10. Februar 2006 durchgeführt. Persönlich haftende Gesellschafterin ist die für diesen Zweck gegründete Fresenius Medical Care Management AG, deren Vorstand seitdem die Geschäftsführung übernimmt.
Am 12. Oktober 2006 übernahm Fresenius Medical Care die Phosphatbinder-Sparte von Nabi Biopharmaceuticals und schloss die Übernahme am 15. November 2006 erfolgreich ab.
Am 9. Januar 2007 übernahm das Unternehmen eine Mehrheitsbeteiligung von 51 Prozent am taiwanischen Dialysedienstleister Jiate Excelsior und stieg damit zum führenden Dialyseanbieter in Asien auf.
Am 29. November 2007 übernahm Fresenius Medical Care Renal Solutions, einen Anbieter von Heim-Hämodialyse, für 190 Millionen Dollar, wovon 100 Millionen Dollar bei Kaufabschluss gezahlt wurden.
Am 30. Juni 2010 wurde Kraevoy Nefrologicheskiy Centr, ein russischer Betreiber von Dialysekliniken, übernommen.
Die Übernahme des Peritonealdialyse-Geschäfts von Gambro wurde am 26. August 2010 angekündigt und am 27. Dezember 2010 abgeschlossen.
Für 485 Millionen Euro wurde am 4. Januar 2011 das Dialysedienstleistungsgeschäft von Euromedic übernommen. Die Übernahme wurde am 1. Juli 2011 abgeschlossen.
Am 1. Dezember 2011 hat Fresenius Medical Care alle acht privat geführten Dialysekliniken in Ecuador übernommen.
Am 29. Februar 2012 erwarb das Unternehmen die US-amerikanische Holdinggesellschaft Liberty Dialysis Holdings, zu der die beiden amerikanischen Unternehmen Liberty Dialysis und Renal Advantage gehören, für 1,7 Milliarden Dollar (1,31 Milliarden Euro) unter Auflagen.
Am 26. Februar 2019 gab das Unternehmen nach Zustimmung der Kartellbehörden in den USA den Abschluss der Übernahme von NxStage Medical, Inc. bekannt.
2022 wurde die Übernahme des amerikanischen Nierenärzte-Netzwerkes InterWell Health und Cricket Health, Anbieter für Nieren-Therapien, abgeschlossen.
Im Juli 2023 stimmte eine außerordentliche Hauptversammlung der Vereinfachung der Rechtsform des Unternehmens in eine Aktiengesellschaft nach deutschem Recht (AG) zu. Am 30. November 2023 wurde der Wechsel von einer Kommanditgesellschaft auf Aktien (KGaA) in eine deutsche Aktiengesellschaft vollzogen. Nach diesen Vorbereitungen senkte Fresenius seinen Anteil an FME von rund 32,2 Prozent auf 25 Prozent plus eine Aktie.
Im März 2024 verkaufte Fresenius Medical Care seine 154 Dialysekliniken mit mehr als 7100 Beschäftigten in Brasilien, Kolumbien, Chile und Ecuador für 300 Millionen US-Dollar (rund 276 Millionen Euro) an den US-Wettbewerber DaVita.

## Deutsche Standorte
Zu den großen deutschen Produktionsstandorten gehören das Werk Schweinfurt in Bayern und das Werk St. Wendel im Saarland.
Im 1979 eröffneten Werk Schweinfurt fertigen ca. 1400 Mitarbeiter Dialysemaschinen, im 1974 eröffneten Werk St. Wendel werden von ca. 1700 Mitarbeitern Dialysatoren und Lösungen für die Peritonealdialyse hergestellt. Der rechtliche Sitz der Fresenius Medical Care befindet sich seit der Gründung in Hof (Saale), der operative Sitz ist allerdings in Bad Homburg vor der Höhe. In Hof werden keine Mitarbeiter beschäftigt.

## Konflikte
Als Rechtsnachfolger von Grace, der Muttergesellschaft von National Medical Care, zahlte Fresenius Medical Care 115 Millionen US$ Schadensersatz für asbestbezogene Forderungen und für Steuernachforderungen gegen W. R. Grace.
Im Verlauf dieser Rechtsstreitigkeiten wurde behauptet, der Zusammenschluss von National Medical Care und der Dialysesparte von Fresenius sei in betrügerischer Absicht erfolgt, um die Verbindlichkeiten von Grace loszuwerden (Geschäftsbericht der FMC 2004, Seite 71).

## Aktionärsstruktur und Indexzugehörigkeit
(Stand: Dezember 2024):
- Fresenius SE & Co. KGaA – 32,2 %
- Streubesitz – 67,8 % (davon werden 66 %, also ca. 45 % absolut, allein von den 20 größten institutionellen Investoren gehalten)

Die Aktien des Unternehmens werden seit dem 1. Oktober 1996 an der New Yorker Börse und seit dem 2. Oktober 1996 an der Frankfurter Wertpapierbörse gehandelt. Das Unternehmen war ab dem 20. September 1999 Mitglied im DAX. Seit dem 20. März 2023 war FMC im MDAX notiert. Nach dem Ausscheiden von Covestro gehört der Konzern seit dem 27. Dezember 2024 wieder zu den DAX-Unternehmen.

## Produkte
Das Unternehmen bietet eine breite Palette für die chronische und akute Hämodialyse sowie für die Peritonealdialyse an. Darunter fallen unter anderem Hämodialyse-Maschinen, Dialysatoren, Dialyselösungen und weitere Einweg-Produkte.